# Свиноглазая серая акула
Свиноглазая серая акула (лат. Carcharhinus amboinensis) — хищная рыба из рода Carcharhinus семейства серые акулы (Carcharhinidae). Обитают в тёплых прибрежных водах восточной Атлантики и в западной части Индо-Тихоокеанской области. Предпочитают мелкие мутные воды с мягким дном, имеют обособленный индивидуальный участок обитания. У них массивное тело с коротким притуплённым рылом. Внешне они похожи на более известных тупорылых акул. Эти виды отличаются количеством позвонков, относительными размерами спинных плавников и прочими незначительными характеристиками. Обычно акулы этого вида достигают длины 1,9—2,5 м.
Свиноглазые серые акулы являются сверххищниками, которые охотятся в основном в нижней части водной толщи. Их рацион состоит из костистых и хрящевых рыб, ракообразных, моллюсков, морских змей и китов. Эти акулы размножаются живорождением, эмбрионы получают питание посредством плацентарного соединения. В помёте от 3 до 13 новорожденных, беременность длится 9—12 месяцев. Молодые акулы проводят первые годы своей жизни в защищённых прибрежных бухтах, где их передвижения соответствуют приливно-отливным и сезонным изменениям. Размер и зубы свиноглазых серых акул делают их потенциально опасными для людей, хотя до сих пор не зафиксировано ни одного нападения. Изредка акулы этого вида попадаются в противоакульи сети и в качестве прилова при коммерческом промысле. Мясо используют в пищу.

## Таксономия и филогенез
Немецкие биологи Иоганн Мюллер и Якоб Генле первыми научно описали новый вид как Carcharias (Prionodon) amboinensis в 1839 году. Позднее вид был отнесён к роду серых акул. Голотип представлял собой чучело самки длиной 74 см, пойманной у острова Амбон, Индонезия, по названию которого был дан видовой эпитет. Известно несколько младших синонимов этого вида, среди которых Triaenodon obtusus был описан на основании эмбриона на поздней стадии развития.
На основании внешнего сходства Carcharhinus amboinensis и тупорылой акулы предполагалось, что основанные на морфологии филогенетические исследования выявят близкое родство этих видов. Однако это предположение не нашло подтверждения в ходе молекулярных филогенетических исследований.
Генетический анализ акул, обитающих у северного побережья Австралии, дал основание предположить, что на эволюционную историю этого вида оказали повлияли изменения береговой линии, произошедшие в эпоху плейстоцена. Характер многообразия, обнаруженного в митохондриальной ДНК, согласуется с разделением и слиянием популяций географическими барьерами, которые то появлялись, то исчезали. Самым поздним из таких барьеров был сухопутный мост через Торресов пролив, который появился вновь всего 6000 лет назад; в результате образовалось существенное генетическое разделение между акулами, обитающими у берегов Западной Австралии и Северных Территорий, и популяции, живущей в водах Квинсленда.

## Ареал
Carcharhinus amboinensis обитают в тропических и субтропических водах восточной Атлантики (Южная Африка), в Индийском океане (Мадагаскар, Индостан, Шри-Ланка, Индонезия) и в западной части Тихого океана (Папуа — Новая Гвинея, Австралия). С точностью их ареал не определён из-за большого сходства с тупорылой акулой. В восточной Атлантике они встречаются у Кабо-Верде и Сенегала, а также от Нигерии до Намибии. Есть единичная запись о присутствии акулы этого вида в Средиземном море у берегов Кротоне, Италия..
Мечение и генетические данные указывают на то, что Carcharhinus amboinensis, особенно молодые особи, практически не совершают миграций и привязаны к определённому индивидуальному участку обитания. Наибольшая зафиксированная дистанция, преодолённая акулой этого вида, составила 1080 км.
Эти акулы встречаются у берега на глубине до 150 метров, предпочитают мягкий грунт и мутную воду. Иногда они заходят в эстуарии рек, но, в отличие от тупорылых акул, не поднимаются вверх по течению и избегают солоноватых вод. Передвижения и характер использования индивидуального участка обитания были исследованы в Кливленд Бэй на северо-востоке Кливленда. Молодые акулы живут здесь круглый год, предпочитая восточную часть бухты, в которую впадают 3 реки, создавая сильное течение и вызывая помутнение воды. Площадь индивидуального участка обитания сравнительно мала и составляет в среднем 30 км², с возрастом она увеличивается. Молодые акулы не опускаются глубже 40 м, а совсем маленькие предпочитают плавать в наиболее мелкой части бухты. Они держатся в зоне прибоя, следуя за повышением и понижением уровня воды с приливом и отливом. Эти перемещения могут быть связаны с возможностью охотиться в затопляемых бассейнах, наполненных илом, или со стремлением, не заплывая на глубину, избежать опасностей и конкуренции со стороны крупных акул. Кроме того, наблюдаются сезонные перемещения: молодые акулы во время засушливого сезона держатся ближе к устьям рек, и удаляются от них в сезон дождей. Вероятно, дожди приносят в бухту большое количество пресной воды, и акулы таким образом прямо или косвенно реагируют на изменение солёности и концентрации растворённого в воде кислорода.

## Описание
У Carcharhinus amboinensis массивное, коренастое тело с коротким, широким и притуплённым рылом. Максимальная зарегистрированная длина 2,8 метра. Маленькие круглые глаза оснащены мигательной перепонкой. Передние края ноздрей обрамлены кожаными складками. Рот образует широкую арку, по углам расположены заметные борозды. Во рту имеются 11—13 верхних и 10—12 нижних зубных рядов по обе стороны челюстей. Кроме того, на верхнем и нижнем симфизе расположено по единичному ряду мелких зубов. Зубы большие, треугольные, зазубренные, без боковых зубчиков. Нижние зубы слегка уже и поставлены более вертикально. 5 пар жаберных щелей средней длины.
Первый спинной плавник крупный, треугольной формы, с заострённой вершиной и выгнутым задним краем. Его основание начинается на уровне заднего края основания грудных плавников. Высота второго спинного плавника составляет менее 1/3 от высоты первого, его основание начинается перед анальным плавником. Гребень между спинными плавниками отсутствует. Широкие грудные плавники имеют слегка серповидную форму и сужаются к кончикам. Над свободным кончиком анального плавника имеется выемка. На дорсальной поверхности хвостового стебля перед основанием хвостового плавника расположена глубокая ямка. Хвостовой плавник асимметричный, длинная верхняя лопасть хорошо развита, у её верхнего кончика имеется выемка.
Кожа покрыта крупными плакоидными чешуями, плотность расположения которых с возрастом увеличивается. Каждая чешуя несёт 3—5 гребней и оканчивается пятью зубцами. Дорсальная поверхность туловища окрашена в серый цвет, в вентральная — в белый. По бокам имеются блёклые полосы. Кончики второго спинного и нижней лопасти хвостового плавников могут быть более тёмными по сравнению с основным фоном, особенно у молодых акул. В 1987 году у побережья Квинсленда была поймана акула-альбинос, относящаяся к виду Carcharhinus amboinensis, это был первый случай альбинизма в роду серых акул. Взрослые акулы достигают в среднем 1,9—2,5 м в длину. Максимальная зарегистрированная длина составляет 2,8 м.
Carcharhinus amboinensis можно отличить от тупорылых акул по количеству позвонков прекаудального отдела позвоночника (89—95 против 101—123). Кроме того, у них спинные плавники у них сильнее отличаются по высоте (соотношение высоты первого и второго спинного плавников у них составляет >3,1:1, а у тупорылых акул <3,1:1); выемка у кончика анального плавника образует у них острый угол, а у тупорылых прямой; как правило, у Carcharhinus amboinensis число зубных рядов нижней челюсти меньше (10—12 против 12—13).

## Биология
Половой зрелости достигают при длине около 2 метров. Обитают в прибрежных водах континентального и островных шельфов, обычно на мелководье ближе к берегу, нередко недалеко от линии прибоя и вдоль пляжей. Иногда заходят в мелководные заливы или устья рек. Ведут преимущественно донный образ жизни.
Живородящие. Размер акулят при рождении — около 70 см.
Рацион составляют костистые рыбы, акулы, скаты, кальмары, креветки, осьминоги, омары, брюхоногие моллюски, млекопитающие, а также падаль.

## Взаимодействие с человеком
Потенциально опасное для человека животное, но пока случаев нападения акул данного вида на людей не зарегистрировано.
В 1994 году зафиксирован случай массового отравления людей на западе Мадагаскара после употребления в пищу свиноглазых серых акул. Пострадало 500 человек, из которых 98 умерли. Причина отравления — сигуатера.